# Milne-öböli csata
A Milne-öböli csata (RE hadművelet) a második világháború csendes-óceáni hadszínterén zajlott, Délkelet-Új-Guineában, miután japán tengerészgyalogosok 1942. augusztus 25-én megtámadták a Milne-öböl partján lévő ausztrál támaszpontot. Ez az ütközet volt az első a Csendes-óceánon, amelyben szövetséges haderők győzelmet arattak Japán szárazföldi csapatai felett, és visszavonulásra kényszerítették őket. A Milne-öböl partja volt a legdélebbi szárazföldi pont, ameddig a Japán Birodalom csapatai eljutottak.

## Előzmények
Miután a japán hadvezetésnek a korall-tengeri csatát (május 4-8.) követően le kellett mondania Port Moresby tengeri inváziójáról és a júliusban indult Kokoda ösvényért folyó hadjárat a rossz terepviszonyok és a szövetséges (főként ausztrál) ellenállás hevessége miatt lassan haladt, új szárazföldi támadási irányt kellett találniuk. A Milne-öböl stratégiai fontosságát már a szövetségesek is felismerték, és partján légi- és tengerészeti bázist kezdtek kiépíteni. A japánok ennek elfoglalásával jelentős támogatást nyújthattak volna a Kokoda ösvény mentén harcoló csapataiknak, és az Új-Guineától keletre fekvő szigetek ellen is indíthattak volna hadműveleteket.

## A szemben álló erők
A Hajasi Sodzsiro parancsnoksága alatt álló japán katonák nagy része haditengerész volt. Mintegy 1200 fő a különleges tengerészeti partraszálló erők (japánul Kaigun Rikuszentai) kötelékébe tartozott, közelebbről az 5. Kure (kb. 850 fő, parancsnoka Hajasi), illetve az 5. Szaszebo (kb. 350 fő, parancsnoka Fudzsikava hadnagy) egységekbe. A két másik harcoló alakulat a 10. tengerészeti partraszálló erő és a 2. légi élcsapat volt. A 350 fős kisegítő (nem harcoló) alakulat a 16. tengerészeti építő egység tagjaiból állt. A japánok számára nagy előnyt jelentettek könnyű tankjaik.
Mivel hírszerzésük szerint csak két-három századnyi szövetséges katona tartózkodott a térségben, a japánok inváziós ereje viszonylag kicsi volt.
A támaszpontnak kiszemelt területre 1942. június 25-én érkezett meg az ausztrál 14. dandár 55. zászlóaljának A és C százada, illetve E századának egy része, négy nappal később követte őket az amerikai 709. légvédelmi tüzérüteg és az amerikai 46. mérnöki ezred egy százada. Július 11-én a Milne-öböl stratégiai fontossága miatt várható japán támadásra készülve erősítés érkezett, a John Field dandártábornok vezette Milne Erő, benne az ausztrál 7. dandár (egy milícia) 9., 25. és 61. zászlóalja, egy tank- és légvédelmi egység, a 2/3. könnyű légvédelmi ezred 9. tüzérütege, valamint a 24. tábori század mérnökei. Az 55. zászlóalj egységei visszatértek Port Moresbybe.
Az Ausztrál Királyi Légierő RAAF 75. és 76. százada (parancsnokok L. D. Jackson és P. Turnbull) július 25-én vette használatba az 1. számú (Gurney) repülőteret. Augusztus 7-én megérkezett a 3. számú repülőtér építésével megbízott amerikai 43. mérnöki ezred.
Augusztus 21-én újabb csapatok érkeztek, a 7. hadosztály 18. gyalogsági dandárja (a tobruki csata veteránjai, G. F. Wootten dandártábornok vezetésével) és a 2/5. tábori ezred 9. tüzérütege. Augusztus 22-én Cyril Clowes vezérőrnagy vette át a Milne-öböli csapatok parancsnokságát. (A több mint 9000 szövetséges katonának csak a fele volt gyalogos.)
A RAAF 75. és 76. repülőszázadának P-40 Kittyhawk gépei és 6. századának Lockheed Hudsonjai az 1. sz. Repülőtérről felszállva uralmuk alatt tartották a légteret, de csak nappal, az éjszakák során a japánok háborítatlanul válthatták fel csapataikat.

## A harctér

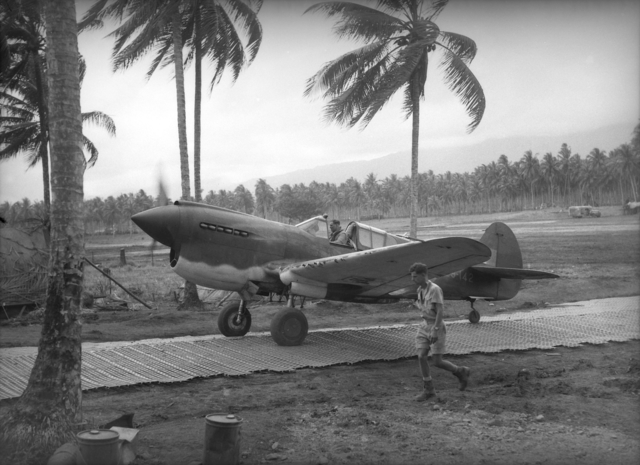
Keith „Bluey” Truscott a 76. század parancsnoka az egyik Milne-öböli kifutópálya acélszőnyegén gurul 1942 szeptemberében. Az ideiglenes kifutópályák építésénél használt, perforált acéllemezekből álló Marston-szőnyeget nem sokkal a háború előtt fejlesztették ki.

A mély Milne-öböl 30 km hosszú, 12–15 km széles. Déli partvonalán a Stanley-hegység lába egész a vízig ér, így ez a rész járhatatlan; északon a sűrű dzsungellel nem borított 1-1,5 km széles sávon húzódó rossz állapotban lévő ösvényen lehet közlekedni. A támaszpont és leszállópályái az öböl végében nyíló síkságon épültek – ez az egyetlen terület, amit az esőzések nem változtatnak mocsárrá.
Az síkság közepén lévő 1. számú reptér használható állapotban volt, bár a kifutópálya nem vezette el megfelelően a vizet, és a kelleténél alacsonyabban is feküdt, ezért buldózerekkel állandóan tisztítani kellett a felgyülemlő és baleseteket okozó sártól. Bár bombázók számára készült, esős időben a P-40-esek csak a teljes hosszát kihasználva tudtak róla felszállni. Heves esőzések teljesen használhatatlanná tehették. Az 1. számútól 6,5 km-re nyugatra lévő 2. számú reptéren a 46. ezred mérnökei dolgoztak, az északi part végénél elhelyezkedő 3. számún pedig 43. ezred két százada.
A kókuszfa dorongokból készült és koralltörmelékkel leszórt utak nagy része igen rossz állapotban volt. Az öböl végében, Gili Gilinél lévő dokk is hevenyészett volt: két egymás mellé állított uszályból, egy régi mólóból és egy rámpából állt.
Az átázott sátrakban élő emberek közül sok maláriát kapott (hónapokkal később egy járvány is kitört).

## A csata
A szárazföldi támadást előkészítendő a japánok 1942. augusztus 4-étől bombázták a Milne-öböli támaszpontot. Az első támadás során öt Mitsubishi A6M Zero vadászgép elpusztított egy a reptéren álló P-40 Kittyhawkot. A felszálló öt Kittyhawk két japán gépet lőtt le. 11-én hét Zero támadott – kettő lezuhant és három súlyosan megsérült a négy RAAF-pilóta életét követelő harcban. Ekkorra a 76. század 24 gépének csak a fele volt működőképes a támadások és az időjárás miatt. 24-én, az invázió előtti napon tizenkét japán repülő vette tűz alá a repteret.

### A japán hajókonvojok bombázása
A fő inváziós erő augusztus 24-én kora reggel hagyta el Rabault. A szállító flotta a Tenrju és a Tacuta könnyűcirkálókból, az Urakadze, Tanikadze és Hamakadze rombolókból, a Nankai Maru és a Kinai Maru szállítóhajókból és két tengeralattjáró elfogó hajóból állt, és Macujama Micaharu ellentengernagy irányította.
Augusztus 25-én a Milne-öböli főhadiszállás két jelentést is kapott a közelítő flottáról: egy RAAF-bombázótól a Kitava-sziget (Trobriand-szigetek) közelében aznap reggel és később egy ausztrál katonai hírszerzőtől (a csendes-óceáni szigeteken tevékenykedő Coastwatchers tagjától). A támadást kikerülendő a Tasman szállítóhajó és kísérete, az Arunta romboló elhagyta az öblöt és Port Moresby felé indult.
A második inváziós erő, a Cukioka parancsnok által vezetett 5. Szaszebo különleges tengerészeti partraszálló egység (350 fő) szintén kora reggel indult Bunából, és az öböl északi partján húzódó Stirling-hegységtől északra, a Rabival nagyjából egy hosszúsági körön lévő Taupotánál kellett volna partot érniük. A Porlock Harbor-i Coastwatchers aznap délután észlelte őket, a következő reggel pedig egy felderítő repülőgép jelentette, hogy kikötöttek a Goodenough-szigeten. A dél körül rövid időre megenyhülő időjárást kihasználva P-40-es vadászgépek elpusztították hajóikat, muníciójukat, kommunikációs és más felszerelésüket, így az 5. Szaszebo egység nem tudott részt venni a csatában.
A rövid déli időszakot kivéve egész nap heves esőzés tette lehetetlenné a légi támadásokat. Douglas MacArthur tábornok főparancsnoksága a townsville-i (Queensland) bázis összes B-25-ös és B-26-os gépét, a mareebai (York-félsziget, Queensland) bázis kilenc B-17-esét, a Port Moresbyben és a Milne-öbölben lévő bombázókat egyaránt támadásra utasította. A két utóbbi helyről a gépek órákig fel sem tudtak szállni. Tizenkét Milne-öböli P-40-es és egy Hudson, illetve a mareebai gépek végül megtalálták és bombázni kezdték a főkonvojt, de kevés kárt okoztak, és a közeledő éjszaka miatt nem próbálkozhattak újra.

### Az invázió
Az invázió tervezett kiindulási pontja a Gili Gili és Rabi közötti partszakasz volt, ám a támadók az onnan 11 km-re keletre lévő Ahioma és Wahahuba közelében értek partot, mivel egy bennszülött téves útmutatását követték.
Az első hullám, 1150 katona és két Ha-Go típusú tank augusztus 25-én 23 óra 30 perckor érte el a partot. A hajókról kapott tüzérségi támogatás ellenére a japánok csak komoly emberveszteség árán tudtak előre haladni a 7. dandár 61. és 25. zászlóaljával szemben.
A 61. zászlóalj D századát Ahioma közelében érte a támadás. A század két szakasza vízi úton az öböl belseje felé tartott, mert Gili Gili közelébe rendelték vissza őket. A két hajó egyikét a japánok elsüllyesztették, a másik visszatért Ahiomába, és a harmadik, még ott lévő szakasszal együtt K. B. Mission felé kezdtek hátrálni. A japánok augusztus 26-án hajnalban értek ehhez a ponthoz, ahol a 61. zászlóalj B százada is tartózkodott.
7 óra 45 perckor az RAAF Milne-öböli gépei és az amerikai 5. légierő B-25, B-26 és B-17 bombázói sikeresen támadták meg a japán hídfőt és az élelmiszer és lőszer tartalékok mellett elpusztítottak néhány partraszállóhajót is, ezzel megakadályozva, hogy a támadók az ausztrálok vonala mögött is megvessék a lábukat.
A 61. zászlóalj ellentámadásba lendült, és visszavetette a légicsapás által okozott emberveszteség miatt megtorpant japánokat K. B. Missiontől, ám hat órányi harc után az este felerősödő japán nyomás elől vissza kellett vonulniuk a Gama folyóig. A 61. zászlóaljból 15-en meghaltak, 14-en megsebesültek és néhányan eltűntek, a 25. zászlóalj 3 halottat és 2 eltűntet vesztett.
Augusztus 26-án éjjel a konvoj többi egysége is partraszállt. Az ausztrál repülők Normanby-sziget közelében észrevették a hajókat, de a köd miatt megtámadni már nem tudták őket.
A sűrű dzsungel és a rossz időjárás miatt sem a légi, sem a földi felderítők nem tudták biztosan nyomon követni a japánok mozgását. Clowes vezérőrnagynak számolnia kellett a lehetőséggel, hogy közvetlenül a síkságon vagy az öböl déli partján újabb front nyílik, ezért ereje nagy részét a támaszponthoz közel tartotta.
A 18. dandár 2/10. gyalogsági zászlóalját azonban a Gama folyóhoz rendelte erősítésnek. A könnyű fegyverzetű egység augusztus 27-én délután gond nélkül érte el a folyót, de hamarosan nehéz helyzetbe került, amikor az egyetlen tankok ellen hatásos eszközük, a No 74 ST Grenade tapadó bomba az esővíz miatt nem maradt meg a harckocsik páncélján. A zászlóalj kettészakadt, 43 katonája meghalt, 26 megsebesült. Az egység nagyobb része a hegyekben kerülte meg a japán jobbszárnyat és csak három nap múlva ért a síkságra, kisebbik része még aznap a 3. számú repülőtér és Kilarbo közé hátrált, ahol a 25. zászlóalj megállította a támadókat.

### Harc a 3. számú repülőtérnél
A 3. számú repülőtér 1800 méter hosszú és 90 méter széles kifutópályája és a körülötte lévő üres terület jó védelmi pozíciót kínált. A Field dandártábornok vezette védelem központjában (a Rabi felől jövő útnál) az amerikai 43. mérnöki ezred D és F százada állt .50 kaliberes géppuskákkal és 37 mm-es ágyúkkal, két oldalukon ausztrál gyalogosok (részben aknavetőkkel), az amerikai 709-es légvédelmi tüzérek .50 kaliberes géppuskáikkal a keleti szárnyon lévő ausztrálokat segítették. Az ausztrál katonák a 25. és a 61. zászlóalj tagjai voltak. 800 méterrel a védelmi vonal mögött sorakoztak a 2/5. tábori ezred ütegei.

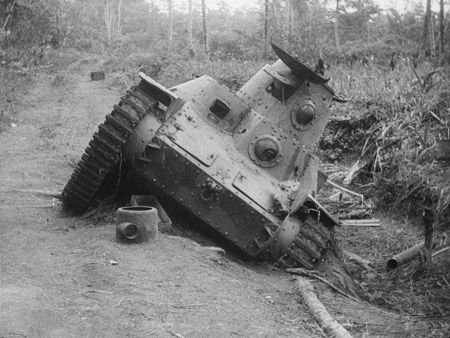
Az egyik elakadt japán könnyű tank a Milne-öböli harctéren

A japánok az augusztus 28-ára virradó éjjel megpróbálkoztak egy támadással, de sikerült visszaverni őket. Két tankjuk a sík terepen nagy előnyt jelentett volna, és valószínűleg be is akarták vetni őket a rohamban, ám azok a különösen mély sártengerbe ragadtak Rabi és a reptér között (egy szövetséges felderítő őrjárat két nap múlva találta meg őket, elhagyottan). Mivel az ellenség az 1. számú repülőtér pár kilométeres körzetébe ért, Clowes vezérőrnagy a P-40-eseket a Port Moresby-i bázisra küldte, ahonnan másnap reggel vissza is tértek, mivel a 28-i támadás után a harc két napra alábbhagyott.
Augusztus 29-én hajnalban a 18. dandárból megerősített felderítő csoportok indultak a megtorpant ellenséges vonalak felé, de erős ellenállásba ütköztek. Clowers még aznap az egész dandárral akart előrenyomulni, de 16 óra 33 perckor lefújta az akciót, mert újabb, az öböl felé tartó japán konvojról értesült.
Az egy cirkáló és kilenc romboló által kísért konvoj a köd leple alatt és a Gili Gilinél lévő szövetséges állásokra zúdított fedezőtűz mellett háborítatlanul tehette partra a friss csapatokat (568 főt a 3. Kure és 200 főt az 5. Jokoszuka különleges tengerészeti partraszálló egységekből). Vezetőjük, Jano Minoru parancsnok átvette az invázió irányítását Hajasitól.
Field dandártábornok a 709-es tüzérek felét a nyugati szárnyra tette át, de egyébként változatlanul hagyott védvonallal várta a támadást, ami a harc nélkül telt augusztus 30. után végül augusztus 31-én hajnali 3 órakor indult meg. A japánok három öngyilkos rohamot vezettek a reptér ellen, de a szövetségesek nagy tűzereje miatt nem tudtak közel kerülni a vonalakhoz – napfelkeltekor 160 halottat maguk után hagyva visszavonultak.
Arthur Traill őrmester (2/12. zászlóalj) beszámolója az összecsapás után történtekről előrevetíti a következő napok harcainak kíméletlenségét:
A kifutópályán több tucatnyi halott feküdt… Amikor a tisztünk az előőrssel közéjük ért, az egyik látszólag sebesült japán segítségért kiáltott. A tiszt odament hozzá, hogy segítsen neki, de az felpattant és gránátot dobott rá, ami az arcán sebesítette meg. Onnantól csak a halott japán volt a jó japán, és bár később is próbálkoztak ezzel a trükkel, mi megöltük őket, mielőtt még használhatták volna a gránátjukat. Figyeltük a halottnak tűnő testeket, és az élet legkisebb jelére lőttünk, a bajonettünkkel pedig még azokba is beleszúrtuk, amelyek már bomlásnak indultak. Attól kezdve nem volt megállás, egyik oldal sem mutatott kegyelmet, és nem szedett foglyokat.

### A japán visszavonulás
Augusztus 31-én reggel 9 órakor a 2/12. zászlóalj azonnal ellentámadást indított; a japánok az északi part mentén visszahúzódtak. Szeptember 3-án a 2/9. zászlóalj is csatlakozott hozzájuk, a két egység a következő napokon komoly ellenállással szembesült, főként a Gama folyónál és K. B. Missionnél. Szeptember 1-je és 5-e között 45 szövetséges katona halt meg és 147 sebesült meg. A japánok csak a Gama folyó menti összecsapásban legalább 100 embert veszítettek.
Jano parancsnok (maga is sebesült) értesítette a helyzetről a 8. flotta parancsnokát, Mikava admirálist, aki az 5. Jokoszuka egységből 200 fő azonnali partraszállását, szeptember 12-éig pedig további 1900 katona érkezését ajánlotta fel. Miután Jano közölte vele, hogy az éhségtől és betegségektől gyötört emberei addig képtelenek lennének kitartani, Mikava elrendelte az evakuálást.
A sebesülteket szeptember 4-én este tették hajóra, a többiek a következő éjjel követték őket a Waga Waga-i kikötőhelyről, amelyet a szövetségesek még ugyanazon éjjel elértek. A végső előretörésben a 2/9-esek 30 halottat és 90 sebesültet, a 2/12-esek 35 halottat és 44 sebesültet veszítettek. Az 1300 Rabaulba evakuált japán katona közül az embert próbáló trópusi körülmények közt vívott csata után jóformán senki sem volt harcra képes állapotban.
Szeptember 6-án éjjel a Tacuta könnyűcirkáló a Gili Gili közeli partszakaszon elsüllyesztette az Anshun kereskedelmi szállítóhajót. A következő nap éjjelén a japán hadihajók még utoljára ágyúzták a partot. A hátrahagyott és szárazföldi úton menekülni próbáló japán csoportokat a szövetségesek a következő hetekben számolták fel.
Szeptember 6-án a RAAF 30. századának három Bristol Beaufighter vadászgépe és a 100. század hat Bristol Beaufort torpedóbombázója érkezett a Milne-öbölbe, hogy a további partraszállások és a közeledő hajók elleni légitámadások hatékonyabbak legyenek.

## A csata után
Az első japán szárazföldi vereség nagy hatással volt a szövetségesek (s különösen az ausztrálok) harci moráljára. William Slim tábornagy, a Burmában túlerőben lévő japánok elől visszavonuló csapatok vezetője azt mondta, „az ausztrál katonák törték meg a japán hadsereg legyőzhetetlenségének varázsát. Nekünk, akik akkor Burmában voltunk, van okunk emlékezni erre.”
A szövetséges kézen maradt és tovább épült Milne-öböli támaszpont fontos szerepet játszott a Kokoda-ösvény mentén harcolók utánpótlásában, a Rabaul és az északi Salamon-szigeteken lévő japán repülőterek bombázásában, valamint az Ausztráliába tartó hajózási útvonalak ellenőrzésében.
A háború után a Webb Bizottság jelentése megállapította, hogy a Milne-öbölben hadifogságba esett 39 ausztrált kivégezték, egyeseket meg is csonkítottak. A japánok legalább 59 civilt is megöltek.

## Bibliográfia
- Lundstrom, John B.. First Team And the Guadalcanal Campaign: Naval Fighter Combat from August to November 1942. Naval Institute Press (2005 (New edition)). ISBN 1-59114-472-8
- Macdougall, Anthony K.. Australians at War: A Pictorial History. The Five Mile Press (2002 (Revised edition)). ISBN 1-86503-648-X
- Coulthard-Clark, Christopher D.. The encyclopedia of Australia’s battles. Allen & Unwin (2001 (2nd edition)). ISBN 1-86508-634-7

## Külső hivatkozások
- Remembering Milne Bay, 5 September 1942 Archiválva 2008. november 21-i dátummal a Wayback Machine-ben (angolul)
- Milne Bay; the beginning of the end in the Pacific (angolul)